# Adela de Borgonya
Adela de Borgonya (morta vers 987, apareix viva amb seguretat el 974) fou filla de Robert de Vermandois i Adelaida de Chalon. Era germana d'Heribert I de Troyes i III de Meaux que va succeir a la seva mare quan va morir el 964 segurament sota tutela del seu pare.
Adela hauria rebut en dot els drets als comtats usurpats per Lambert de Chalon i hauria estat casada amb aquest vers 967, el que li hauria donat el comtat de Beaune i la confirmació del de Chalon i drets a Autun i altres llocs. Lambert de Chalon va morir vers 978 o 979 i Adela es va casar llavors en segones noces amb Jofré I Grisegonelle, comte d'Anjou, mort el 987.
Del primer matrimoni va tenir:
- Gerberga de Chalon, casada amb el rei Aubert d'Itàlia (descendent del comte Amadeu d'Oscheret), i després amb el duc Enric I de Borgonya.
- Hug I de Chalon (972-1039) (bisbe d'Auxerre i comte de Chalon)
- Elisabet de Chalon (970-1014)
- Aelis, casada amb el comte Guiu I, comte de Mâcon i d'Escuens.

Del segon va tenir a:
- Folc III Nerra, (+ 1040), comte d'Anjou.
- Jofré
- Ermengarda, esposa de Conan I de Rennes
- Gerberga, casada amb Guillem IV d'Angulema.